# Lepidopyga coeruleogularis
Lepidopyga coeruleogularis е вид птица от семейство Колиброви (Trochilidae). Видът е незастрашен от изчезване.

## Разпространение
Разпространен е в Колумбия и Панама.